# Magdalena
Magdalena je  žensko osebno ime.

## Izvor imena
Ime Magdalena je svetopisemsko ime. Razlagajo ga kot latinsko pridevniško ime v pomenu »(Marija) iz Magdale«, to je mesta ob Genezareškem jezeru.

## Različice imena
Alena, Alenčka, Alenčica, Alenja, Alenka, Lena, Lenčka, Lenkica, Magda, Magdolina, Magdi, Magdica, Majda

## Tujejezikovne oblike imena
- pri Angležih: Maud, Maude
- pri Francozih: Madeleine
- pri Italijanih: Maddalene
- pri Nemcih: Magdalene, Magda, Lena, Lene, Leni
- pri Madžarih: Magdolna

## Pogostost imena
Po podatkih Statističnega urada Republike Slovenije je bilo na dan 31. decembra 2007 v Sloveniji število ženskih oseb z imenom Magdalena: 2.067. Med vsemi ženskimi imeni pa je ime Magdalena po pogostosti uporabe uvrščeno na 123. mesto.

## Osebni praznik
V koledarju je ime Magdalena zapisano 25. maja in 22. julija.

## Priimki nastali iz imena
Iz imena Magdalena in njegovih izpeljank  so nastali priimki: Lenc, Lenič, Lenko, Magdalenc, Magdalenič, Magdič, Majde, Majdič.

## Zanimivosti
- V Sloveniji je 53. cerkva sv. Marije Magdalene
- Po cerkvi sv. Magdalene je dobilo ime nemško mesto Magdeburg.
- Magdalena je največja reka v Kolumbiji